# Chicago Catholic
Chicago Catholic jsou oficiální noviny chicagské arcidiecéze. Před změnou názvu v lednu 2017 se jmenoval Chicago New World.
Přináší zprávy, analýzy a komentáře o církvi na světové, národní a místní úrovni a o otázkách, které se týkají katolické komunity. 

## Přispěvatelé
- Kardinál Francis George
- Biskup Robert Barron